# Прибор (Буда-Кошелёвский район)
При́бор (бел. Прыбар) — деревня в Николаевском сельсовете Буда-Кошелёвского района Гомельской области Белоруссии.

## География

### Расположение
В 24 км на север от районного центра и железнодорожной станции Буда-Кошелёвская (на линии Жлобин — Гомель), 72 км от Гомеля.

### Гидрография
На западе мелиоративный канал.

## Транспортная сеть
Транспортные связи по просёлочной дороге, затем по шоссе Довск — Гомель. Планировка состоит из прямолинейной улицы с переулком, ориентированной с юго-востока на северо-запад и застроенной двусторонне деревянными домами усадебного типа.

## История
По письменным источникам известна с начала XIX века как деревня в Городецкой волости. Рогачёвского уезда Могилёвской губернии. В 1858 году в составе поместья Прибор, во владении помещика Варварина. В 1870 году начала работать сукновальня. По переписи 1897 года находился хлебозапасный магазин. В 1909 году 331 десятин земли, мельница.
С 20 августа 1924 года до 1939 года центр Приборского сельсовета Городецкого, с 4 августа 1927 года Рогачёвского, с 5 апреля 1936 года Буда-Кошелёвского районов Бобруйского (до 26 июля 1930 года) округа, с 20 февраля 1938 года Гомельской области.
В 1929 году организован колхоз «Новая жизнь», работали 3 ветряные мельницы. Во время Великой Отечественной войны специальный десант советских советских солдат 4 января 1944 года разгромил штаб немецкой 167-й дивизии, размещавшийся в деревне. Эта операция в значительной степени обеспечила успешное наступление советских войск и захват плацдарма на западном берегу реки Днепр. На фронте погибли 46 жителей деревни. В 1959 году в составе совхоза «Чечёра» (центр — деревня Совхозная). Фельдшерско-акушерский пункт.

## Население

### Численность
- 2018 год — 24 жителя.

### Динамика
- 1816 год — 16 дворов, 90 жителей.
- 1858 год — 18 дворов, 109 жителей.
- 1897 год — 33 двора, 217 жителей (согласно переписи).
- 1909 год — 42 двора, 278 жителей.
- 1925 год — 52 двора.
- 1959 год — 335 жителей (согласно переписи).
- 2004 год — 50 хозяйств, 105 жителей.